# Marco Fertonani
Marco Fertonani (født 8. juli 1976) er en italiensk tidligere professionel cykelrytter, som cyklede for det professionelle cykelhold Caisse d'Epargne. Fertonani blev testet positiv for testosteron under Tour Méditerranéen i 2007 og blev umiddelbart suspenderet fra holdet.